# Горячева, Лидия Игоревна
Лидия Игоревна Горячева — российская пловчиха в ластах.

## Карьера
Тренировалась у М.П. Степановой. Выступала в соревнованиях по скоростному плаванию в ластах за спортивный клуб ВМФ (Санкт-Петербург).

## Достижения
- Двукратная Чемпионка Мира и двукратный бронзовый призёр Чемпионата Мира 2000 и 2002 года.
- Чемпионка и серебряный призёр Всемирных Игр 2001 года в Японии.
- Девятикратная победительница Финалов Кубка мира (2000-2002).
- Шестикратная чемпионка Европы (2000-2002).
- Пятикратный призёр чемпионата Европы (1999, 2001).
- Неоднократная обладательница, призёр розыгрышей Кубка Европы.
- Семикратная чемпионка России.
- Неоднократный призёр чемпионатов России (1996-2003).

## Образование
Окончила Университет им. П.Ф. Лесгафта.

## Дальнейшая карьера
После окончания спортивной карьеры переехала в США (Сан Диего) и развивает свою школу плавания Geek Swim